# هانس إل. س. هويتفيلد
هانس إل. س. هويتفيلد (بالنرويجية البوكمول: Hans L. C. Huitfeldt)‏ هو طبيب نرويجي، ولد في 17 فبراير 1876، وتوفي في 30 يونيو 1969.